# Foyer de Charité (Ottrott)

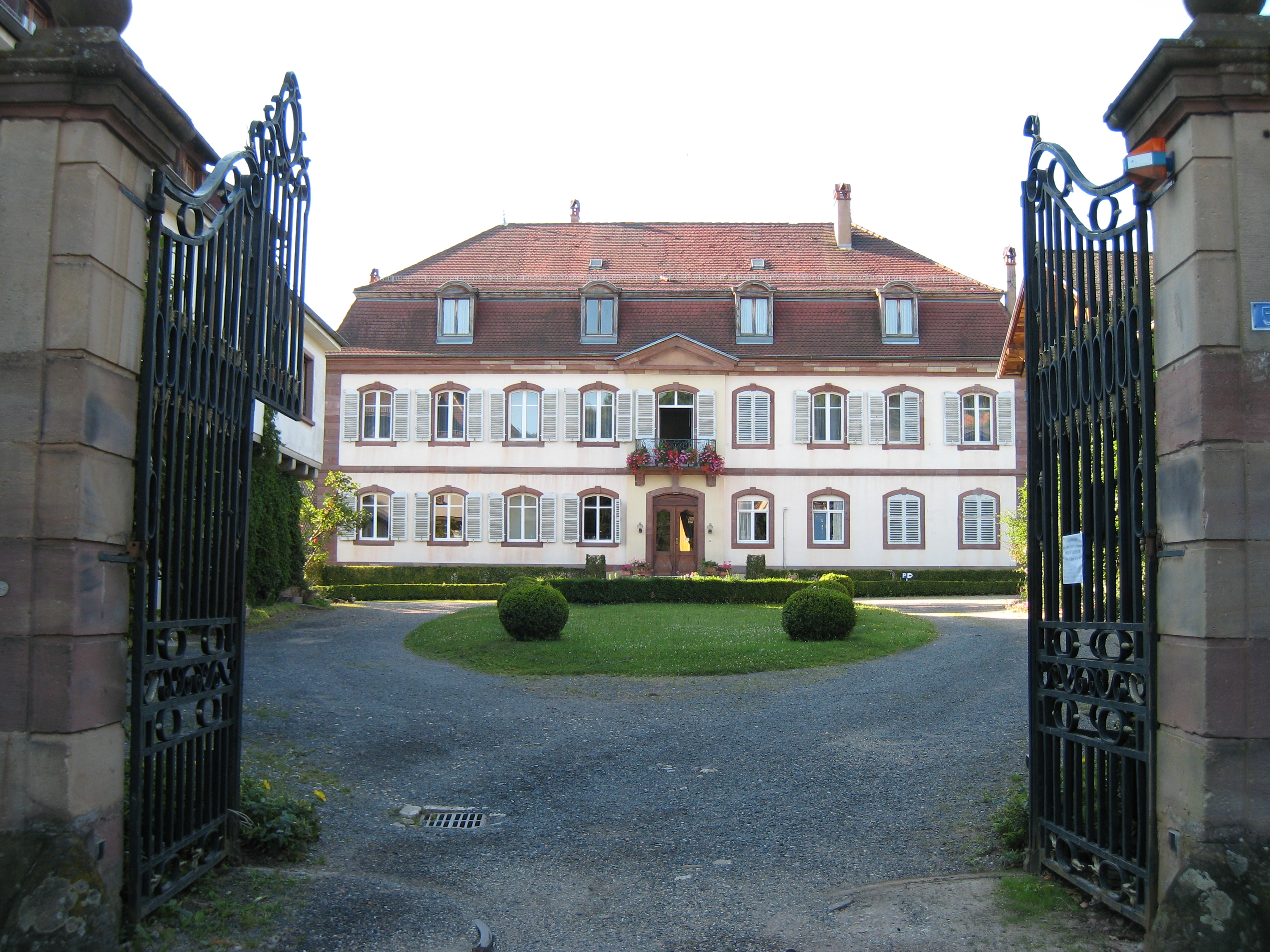
Foyer de Charité in Ottrott

Das Foyer de Charité, veraltend Château de Windeck (deutsch Schloss Windeck), ist ein Herrenhaus aus dem 18. Jahrhundert an der 51 rue principale im Herzen der elsässischen Ortschaft Ottrott im französischen Kanton Molsheim. Seit 1965 wird es durch ein Foyer de Charité genutzt.
Das Gebäude steht gemeinsam mit seinem Park als eingeschriebenes Monument historique (französisch Monument historique inscrit) seit dem 19. Oktober 1992 unter Denkmalschutz.

## Geschichte
Schon im Mittelalter wurde die Seigneurie Windeck urkundlich genannt. Zu jener Zeit gehörte sie den Herren von Rathsamhausen zum Stein. 1770 war Joseph de Pascalis Seigneur von Windeck. Er ließ in jenem Jahr das heutige Herrenhaus errichten. Nach seinem Tod 1786 gehörte der Besitz einigen Grundbesitzern aus Straßburg, ehe ihn 1834 Louis Joseph Laurent erwarb. Als dieser im darauffolgenden Jahr verstarb, kam die Seigneurie 1835 an dessen Schwiegersohn Armand Théodore de Dartein, den Ehemann von Laurents Tochter Cécile. Er vergrößerte den Besitz durch Zukäufe, wodurch es nachfolgend möglich war, in den 1830er und 1840er Jahren einen Park im englischen Landschaftsstil mitsamt Teichen anlegen zu lassen. Die dort vorhandene Ruine einer kleinen mittelalterlichen Burg aus der Zeit um 1180 – Alt(en)keller genannt – wurde auf sein Geheiß hin unter Verwendung von Material von der Burg Girbaden und dem Kloster Niedermünster zu einem romantischen Staffagebau verändert. Zudem ließ er 1836 und 1841 neue Wirtschaftsgebäude errichten.
1858 veräußerte Théodore de Dartein das Anwesen an den Baron Léon Renouard de Bussière. Er ließ das Herrenhaus derart verändern, dass es anschließend einen schlossartigen Charakter hatte. Aus seiner Zeit als Herr von Windeck stammt zum Beispiel der runde Treppenturm, der dem Herrenhaus an seiner östlichen Stirnseite mittig vorgesetzt ist. Außerdem nahm er Umgestaltungen und Neupflanzungen im Park vor. Viele der heute noch im Park stehenden Bäume wurden in jener Zeit gepflanzt. Nach Léon Renouards Tod im Jahr 1893 erbte sein Sohn Maurice das Anwesen, der es bei seinem Tod 1915 wiederum seiner Tochter Marthe vermachte. Diese nutzte es mit ihrem Mann François de Witt-Guizot, einem Enkel von François Guizot, und den gemeinsamen Kindern als Feriendomizil.
Während des Zweiten Weltkriegs wurde die Anlage ab 1941 von der Waffen-SS requiriert und als Schule für ihr Helferinnenkorps genutzt. 1944 erhielt Marthe de Witt-Guizot das Herrenhaus aber zurück. Nach ihrem Tod 1949 blieb es zunächst im gemeinsamen Besitz ihrer drei Töchter Suzanne, Françoise und Simone, ehe Françoise 1952 alleinige Eigentümerin wurde. Nachdem sie 1954 verstorben war, verkaufte ihr Mann Guy Brocard einen Teil des Landbesitzes an einen Bauunternehmer, ehe er die restliche Anlage am 15. Februar 1965 an den katholischen Verein Foyer de Charité d’Alsace verkaufte. Dieser zog dort schon im folgenden Monat mit einer seiner Niederlassungen ein und nutzt das Anwesen bis zum heutigen Tag. Er bietet dort auch Übernachtungsmöglichkeiten für Gäste an.

## Beschreibung
Der Zugang zum Anwesen erfolgt von Norden durch ein zweiflügeliges Gittertor, dessen Torpfeiler Kugelaufsätze tragen. Hinter dem Tor liegt ein rechteckiger Hof, der an seinen Längsseiten von langgestreckten, ehemaligen Wirtschaftsgebäuden flankiert wird.

### Gebäude
Das Herrenhaus ist ein zweigeschossiges Gebäude im Stil des Barocks. Es besitzt ein ziegelgedecktes Mansarddach und ist durch Fenster an seinen Längsseiten in neun Achsen unterteilt. Der Eingang liegt in der Mittelachse, die auf Höhe des Traufgesimses durch einen kleinen Dreiecksgiebel betont ist. Tür- und Fensteröffnungen besitzen Einfassungen aus rotem Haustein, der sich stark von dem hell gestrichenen Putz des Gebäudes abhebt. Das Rot wiederholt sich in der Eckquaderung an den Gebäudeecken. An der südlichen Gartenseite ist der Fassade im Erdgeschoss mittig ein fünfeckiger Anbau vorgesetzt. An der Nordost-Seite wurde das Herrenhaus durch einen dreigeschossigen Anbau mit Flachdach und steinerner Balustrade vergrößert. Ihm ist an der Stirnseite ein runder Treppenturm mit schiefergedecktem Kegeldach und Wetterfahne angefügt. Der Turm zeigt außen an der Ostseite auf Höhe des obersten Geschosses eine Uhr mit skulptierter Rahmung.

### Garten und Park
In unmittelbarere Nähe des Herrenhauses liegt westlich davon ein rund 400 Quadratmeter großer formaler Garten mit in Form geschnittenen Topiarys. Südlich des Schlosses erstreckt sich ein über zehn Hektar großer Landschaftspark, der als jardin remarquable (deutsch bemerkenswerter Garten) klassifiziert ist. Die Teiche des Parks sind durch ein Netz von Bewässerungskanälen miteinander verbunden. Insgesamt sind 126 verschiedene Pflanzenarten im Park zu finden, darunter Riesenmammutbäume, Ginkgos, Kaukasische Flügelnuss und Tulpenbäume. Viele von ihnen sind weit über 100 Jahre alt. Einer der Riesenmammutbäume im Park ist etwa 43 Meter hoch, hat auf 1,50 Meter Höhe einen Stammumfang von über zehn Metern und besitzt damit einen Stammdurchmesser von mehr als vier Metern. Er gehört somit zu den größten Bäumen dieser Art in Europa.
Park und Garten stehen Besuchern täglich – bis auf wenige Ausnahmen  – unentgeltlich offen.

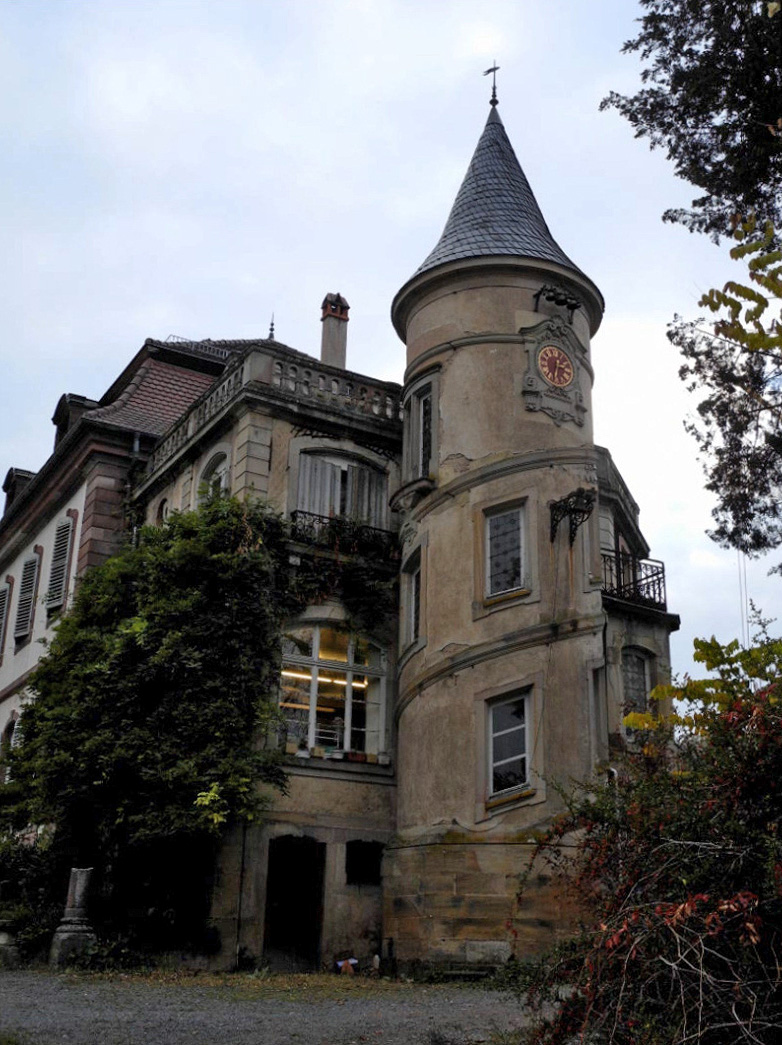
Treppenturm des Herrenhauses
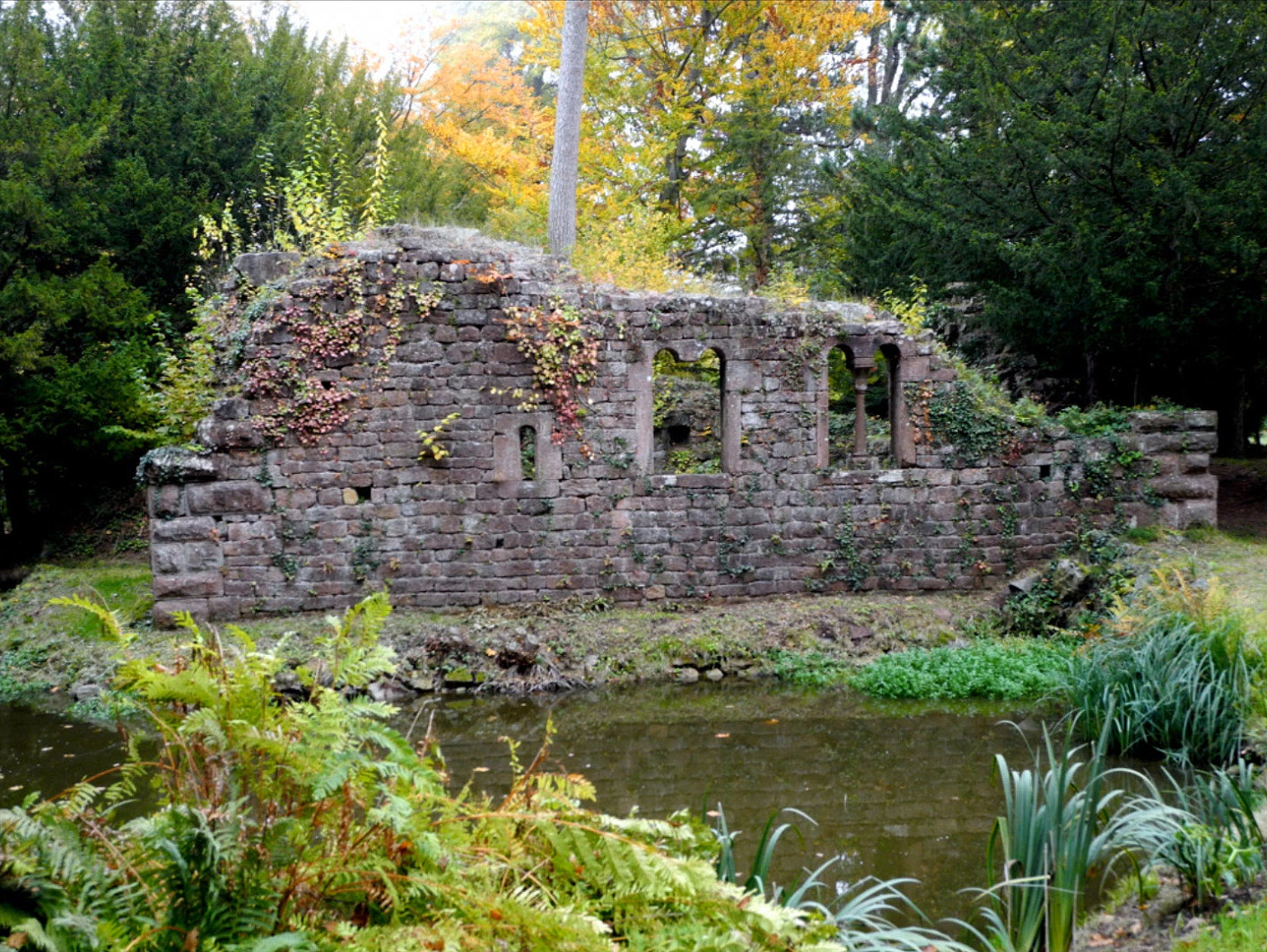
Ruine der Burg Altkeller
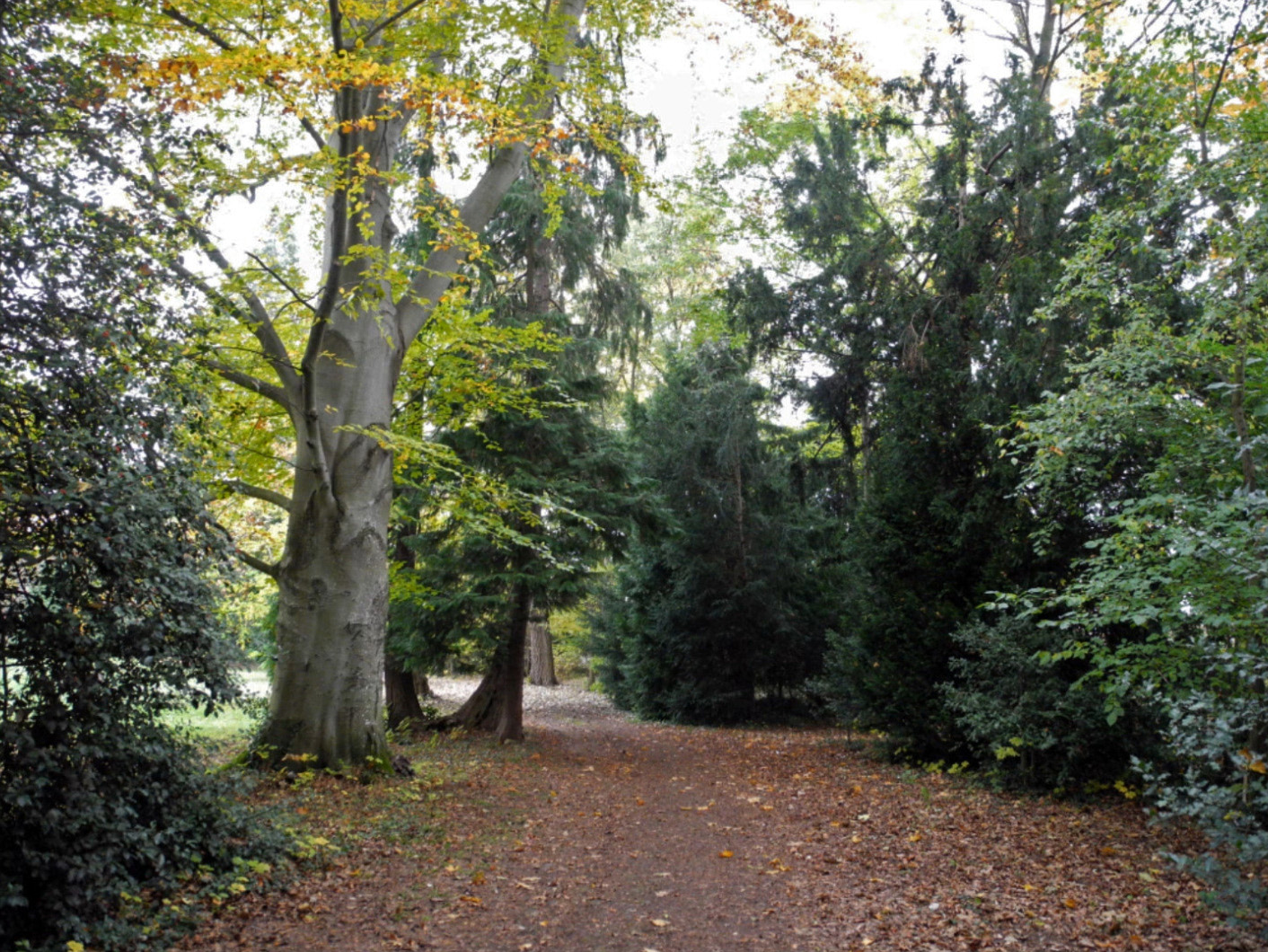
Englischer Landschaftspark
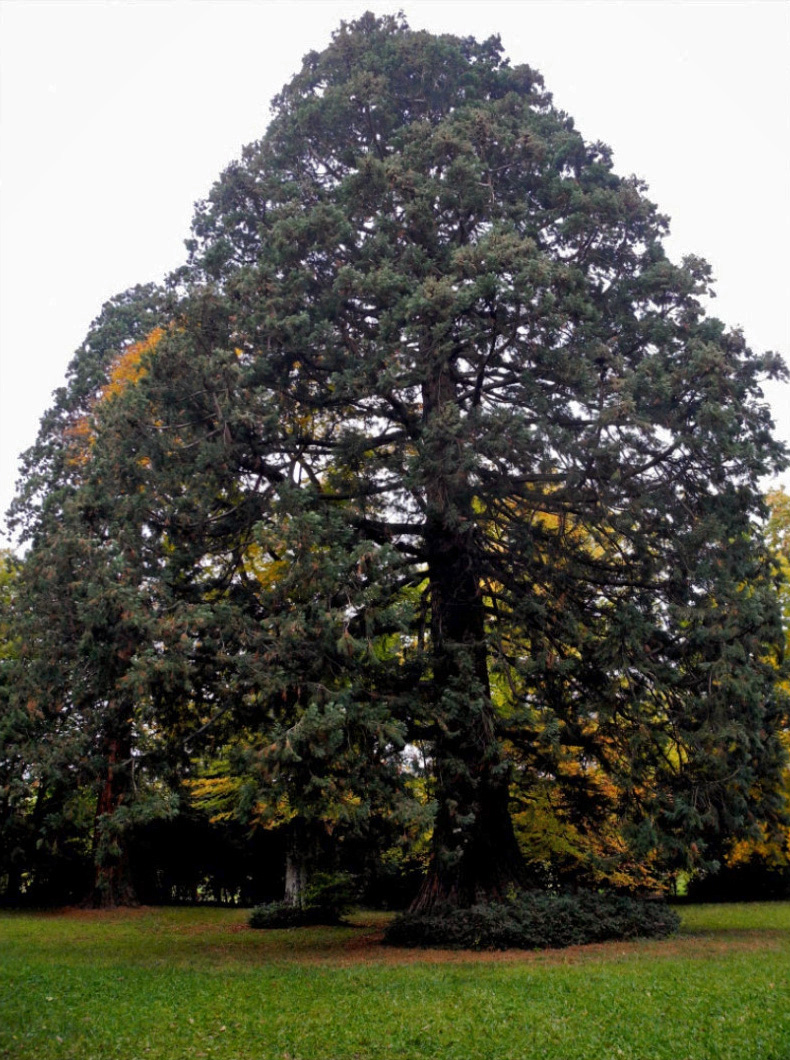
Riesen-mammut-baum